# 1954年のメジャーリーグベースボール
以下は、メジャーリーグベースボール（MLB）における1954年のできごとを記す。
1954年4月13日に開幕し10月2日に全日程を終え、ナショナルリーグはニューヨーク・ジャイアンツが3年ぶり17度目のリーグ優勝で、アメリカンリーグはクリーブランド・インディアンスが6年ぶり3度目のリーグ優勝をした。
ワールドシリーズはニューヨーク・ジャイアンツがクリーブランド・インディアンスを4勝0敗で破り21年ぶり5度目のシリーズ制覇となった。
前年までセントルイスを本拠地にしていたブラウンズは、前年秋にボルチモアへの移転が決まり、球団名はボルチモア・オリオールズとなった。
1953年のメジャーリーグベースボール - 1954年のメジャーリーグベースボール - 1955年のメジャーリーグベースボール

## できごと
アメリカンリーグは前年まで5連覇したヤンキースが、103勝51敗・勝率.669を挙げて5連覇の期間には無かった年間100勝に達したが、インディアンスがそれを上回る111勝43敗・勝率.721でヤンキースに8ゲーム差をつけて記録的なリーグ優勝であった。アル・ロペス監督(1977年殿堂入り)の下で、投げてはボブ・レモン(23勝）とアーリー・ウイン(23勝)の両エースが共に最多勝投手となり、これにボブ・フェラー、マイク・ガルシア(最優秀防御率2.64)の「ザ・ビッグ・フォー」と呼ばれた先発四本柱を構成しこれにハル・ニューハウザー、レイ・ナーレスキー、ドン・モッシを擁した強力な投手陣がいてチーム防御率2.78を記録し、打ってはボビー・アビラ内野手が打率.341で首位打者、ラリー・ドビーが本塁打32本・打点126で本塁打王と打点王を獲得し、これに前年三冠王を取り損ねたアル・ローゼン(打率.300・本塁打24本・打点102)が健在で打撃陣も強力であった。
ヤンキースは勝ち星を伸ばしチーム史上4番目のシーズン最多勝利数(1927年の110勝がこの時点での最多勝利数であったが、後に1998年に114勝を挙げて最多勝利数を更新した）を記録したが、インディアンスの快走に及ばなかった。しかし ヨギ・ベラが打率.307・打点125・本塁打22本でリーグMVPに選ばれ、本塁打王と打点王のラリー・ドビーは記者投票で次点であった。
ナショナルリーグは、ニューヨーク・ジャイアンツのウィリー・メイズが朝鮮戦争から戻って打率.345・本塁打41本・打点110で首位打者のタイトルを獲得し、ドン・ミューラーが打率.342（メイズに次いで2位）で最多安打212本、ブレーブスから来たジョニー・アントネリ投手 が21勝・防御率2.30で最優秀防御率となり、ジャイアンツがドジャースを5ゲーム差をつけてリーグ優勝となり、メイズがリーグMVPに選ばれた。前年優勝したが監督交代となったドジャースは92勝を挙げたがジャイアンツには及ばなかったけれど、新監督ウォルター・オルストンにとって最初のシーズンとしては上々で翌年に躍進した。シンシナティ・レッドレッグス（レッズ）のテッド・クルズースキーが本塁打49本・打点141で本塁打王と打点王を獲得している。
ワールドシリーズは、第1戦でジャイアンツのウィリー・メイズの歴史的超美技と代打ダスティ・ローズの代打サヨナラホームランで先勝して、続く2試合でダスティ・ローズが代打で本塁打や適時打を打つ大活躍で4連勝でジャイアンツがシリーズを制した。

### ニューヨークの黄金時代
1949年から1958年までの10年間は、アメリカンリーグはヤンキースがこの1954年を除いてあとの9年間全てをリーグ優勝し、ナショナルリーグは同じ10年間でジャイアンツとドジャースの両球団で7回リーグ優勝して、この10年間でニューヨークでワールドシリーズが開催されなかった年は無かった。そしてニューヨークの球団同士の対決が6回もあった期間であり、またニューヨークの球団がシリーズ制覇したのは9回で、制覇しなかったのは1957年のわずか1回だけである。毎年10月になるとニューヨーカーはワールドシリーズの話で盛り上がっていた。

### 本拠地移転の動き

#### ブラウンズからオリオールズへ
前年9月にセントルイス・ブラウンズのオーナーのビル・ベックはボルチモアのクラレンス・マイルズ及びジェリー・ホフバーガーを代表とする財界人グループにブラウンズを売却し、ベック自身はオーナーから身を引いて、結局ベックが去った後にブラウンズのボルチモア移転があっさりと認められるという結果に終わった。そして移転して51年ぶりにボルチモア・オリオールズとなったチームはこの年新監督にジミー・ダイクスが就いたがリーグ7位であった。しかしボルチモアの観客動員数は106万910人を記録して前年の29万7,238人からほぼ3倍半の増加となり、64万3,470ドルの純益を挙げた。一方ブラウンズから追われるように去ったビル・ベックだったが、やがて1959年にシカゴ・ホワイトソックスを買収して球団オーナーに復帰する。

#### フィラデルフィアからカンザスシティへ
そしてアメリカンリーグのフィラデルフィア・アスレチックスは1950年の創業者コニー・マックの引退後はマックと2人の息子がオーナーであったが、前年にヤンキー・スタジアムとAAA級アメリカン・アソシエーションのカンザスシティ球団（当時ヤンキースのファーム）の本拠地ブルース・スタジアムを合わせて650万ドルで買収したアーノルド・ジョンソンが、その後にフィラデルフィア・アスレチックス球団をマック家から350万ドルで買い取り、その後ブルース・スタジアムを65万ドルでカンザスシティに譲り、同時にフィラデルフィア・アスレチックスの本拠地であったシャイブ・パーク（当時はコニー・マック・スタジアムと呼ばれた）も167万5,000ドルでフィラデルフィア・フィリーズに売り渡した。そしてこの年の暮れにアメリカンリーグのオーナーとして正式に認められると、フィラデルフィア市のファンの強い反対を押し切ってアスレチックスをフィラデルフィアからカンザスシティに移転することを決定した。

#### ブルックリン・ドジャース
ドジャースのオーナーであるウォルター・オマリーは、この年に入ってから、ロサンゼルス市がドジャースの本拠地移転を望んでいることを明らかにした。毎年、ジャイアンツやカージナルス、ブレーブスと優勝争いをしてナショナルリーグの強豪チームになったが、観客動員数が伸び悩んでいた。1947年に戦後初のリーグ優勝した時には180万7,526人を記録したが、その後は優勝しても観客数は伸びず1950年以降は130万人を割っていた。その理由はブルックリンの本拠地エベッツ・フィールドにあった。老朽化が激しく収容人員や駐車場に限りがあって、オマリーはニューヨーク市当局に何度も新球場の建設を要望していた。そして見つけた市内の用地にドーム球場の建設を提案していた(この用地はその後にニューヨーク・メッツの本拠地シェイ・スタジアムとなった)。オマリーはこれが受け入れられない場合は本拠地を移転するとニューヨーク市に通告した。この2年後の1956年にオマリーはエベッツ・フィールドを売却した。

#### アメリカンリーグのフランチャイズ移転の検討
一方アメリカンリーグは、やはりこの年に本拠地移転が可能であるか検討に入った。戦後の経済発展で1950年代に入って各都市から大リーグ球団の誘致活動が活発になり、懸案とされた遠距離への交通手段も民間航空機が縦横に飛べる時代になって問題ではなくなり、アメリカンリーグは具体的にロサンゼルスとサンフランシスコ、トロントとモントリオール、ヒューストンとミネアポリスについて、フランチャイズを移した場合の課題を検討し始めた。しかしこの3年後の1957年にナショナルリーグのドジャースとジャイアンツはこのアメリカンリーグの動きに先手を打って移転を決めた。

### ラリー・ドビー
セントルイス・ブラウンズのビル・ベックオーナーが戦後の1946年から1949年にかけてインディアンスのオーナーであった頃に、ドジャースのジャッキー・ロビンソンに続いて黒人選手の起用に踏み切り、インディアンス入りさせた黒人選手がこの年に優勝とともに本塁打王と打点王を獲得したラリー・ドビーで、黒人ではロビンソンに続く2人目の選手であった。ドビーはまたアメリカンリーグでは最初の黒人選手でもあり、少し遅れて入団したサッチェル・ペイジ投手とともに1948年に初めてワールドシリーズに出場した黒人選手でもあり、また初めてワールドシリーズで本塁打を打ったのも彼であった。1949年から8年連続20本以上の本塁打を打ち、また同じ1948年から7年連続オールスター選ばれ、1952年と1954年に2度本塁打王を獲得し、またこの1954年のオールスターゲームで黒人選手初の本塁打を打ち、ラリー・ドビーにとっては選手としてこの年がピークであった。しかしリーグMVPはヤンキースのヨギ・ベラが選ばれ、優勝チームだったラリー・ドビーは2人目の次点であった。
その後1956年にシカゴ・ホワイトソックスに移籍し、1958年にインディアンスに復帰するも1959年にデトロイト・タイガースに移籍し、そしてシーズン途中でホワイトソックスに移籍と、晩年は移籍を繰り返して1959年限りで現役を引退した。そして1962年に訪日してドジャースにいたドン・ニューカムとともに日本の中日ドラゴンズに入団し、3年ぶりの現役復帰となったが年齢的な衰えは隠せず1シーズン限りで退団したものの、元メジャーリーガーということで当時は話題になった。
引退後はモントリオール・エクスポズ、インディアンス、ホワイトソックスのコーチを歴任し、ホワイトソックスのコーチを務めていた1978年のシーズン途中にこの時にホワイトソックスのオーナーであったビル・ベックの下でボブ・レモンに代わり、ホワイトソックスの監督を1年務めた。これは1975年にフランク・ロビンソンが黒人として初の監督になってから2人目のMLB監督であった。しかしフランク・ロビンソンがその後も4球団で通算16年にわたってメジャーリーグの監督を務めたのに比べてわずか1年足らずの87試合の実績でしかなかった。ラリー・ドビーの残した功績はパイオニアとしてジャッキー・ロビンソンに劣らないものであったが、なぜか目立たない選手で「2人目の男」として記憶されている。（1998年に殿堂入り）

### テッド・ウイリアムズ
1952年にウィリー・メイズらと同じく兵役に就き朝鮮戦争に参加したテッド・ウィリアムズは戦争が休戦となってすぐにメジャーリーグに戻り、1953年の後半37試合に91打数37安打で打率.407・本塁打13本・打点34を記録し貫禄を示した。そしてこの1954年は打率.345・本塁打29本・打点89の成績で、打率はボビー・アビラの打率.341を上回っていた。しかしウィリアムズは首位打者になれなかった。ウィリアムズは117試合で386打数133安打で、1950年からそれまで100試合以上出場としていた首位打者の有資格条件が打数が400以上に変更されたため有資格とは認められなかったからである。
しかしウィリアムズの場合は、余りの猛打に相手投手が怖がって四球で歩くことが多く、この年は四球が安打数を上回って136に上り、結果は打席526で打数386となり規定打数400に達しなかったことが原因であった。このことについて3年後の1957年にメジャーリーグは再検討して、首位打者の有資格を規定打数ではなく規定打席数で決める方式に変わった。

### ウィリー・メイズのザ・キャッチ
当時ニューヨーク・ヘラルド・トリビューン紙のスポーツ記者だったロジャー・カーンは、1952年から1953年までドジャースを担当した後にこの年ジャイアンツの担当となった。アリゾナ州フェニックスでの春季キャンプを取材に行った際にカーンが驚いたのは球団関係者が一様にウィリー・メイズが戻ってくればチームは優勝できると信じ込んでいたことであった。1951年にメジャーデビューしてその年にナショナルリーグ新人王となったメイズだったが、翌1952年に開幕して1ヵ月後に兵役に就き、わずか34試合に出場しただけで朝鮮戦争に参加した。そして2シーズンを棒に振った後に、この年のキャンプ中に除隊のニュースが届いていた。カーンは皆の期待感の強さを揶揄するために『ウィリーの身長は10フィート9インチ（約3ｍ半）、垂直飛びで15フィート（約5ｍ）飛ぶ。誰も彼の頭上を越える打球を打つことなど出来ない』という記事を1954年2月27日付けの同紙に載せた。やがてキャンプに合流したメイズが紅白戦に出場した時に、ファインプレーを立て続けに決めて、カーンは「自分が書いたことは全て正しかった。」と思い知らされたという。
そしてリーグ優勝の後のワールドシリーズ第1戦で、2対2のまま8回表無死一・二塁の場面で打席に立ったインディアンスの5番打者ビック・ワーツが強烈なライナーをポログラウンズのセンター最深部に放った。その打球を追って背走したメイズは本塁に背を向けたまま激走してフェンスの前でグラブに打球を収めた。そして球を捕るや否や振り返りざまに三塁方向に送球して二塁走者のタッチアップでの三塁への進塁を諦めさせた。このメイズの超ファインプレーは後に「ザ・キャッチ」と呼ばれ、カーン記者が書いた『誰も彼の頭上を越える打球を打つことなど出来ない』ことを証明したかのようなメジャーリーグ史に残るスーパープレーであった。

### 逆手でバットを持っていた若者
アラバマ州にモービルという土地がある。モービル石油の発祥の地として有名だが、近郊の農村で小作農を営み、やがて都会に出て造船会社に務めていた黒人男性に1934年に男の子が生まれた。父親になったハーバートは生まれた子にヘンリーと名付けた。ヘンリー少年は物心がついた頃にはジャッキー・ロビンソンに憧れて彼のような野球選手になりたいといつしか思うようになった。そして草野球チームに入って野球に夢中になっていた。そこにエド・スコットという臨時スカウトがこの痩せた少年に注目してセミプロの黒人チームのモービル・ブラックベアーズに入団させた。このエド・スコットが注目したのはこのヘンリー少年のバットの持ち方だった。右打者なので普通は左手が下でグリップに近い方を握るのに、この若者は右手が下で左手が上で握る持ち方であった。これで凄いライナーを飛ばすので、やがてブレーブスのスカウトのデューイ・グリッグズが見つけて、彼はこのバットを逆さまに持って打つ若者を「大したものだ。これを直せば、どえらい打者になるのでは」と考えて、ブレーブスとの入団契約を取り付けた。そして1954年のブレーブスのキャンプ地に肩からバッグを下げて初めてやって来た彼を見たブレーブスのチャーリー・グリム監督は余りに痩せているので「郵便配達が手紙を持ってきたのかと思った」と後に述懐している。
この年にメジャーデビューした彼は122試合出場して、打率.280・打点69・本塁打13本の成績を残した。エディ・マシューズ、ジョー・アドコックが打ち、ウォーレン・スパーン、ボブ・ブール、バーデッドが揃った投手陣のミルウォーキー・ブレーブスはこの黒人の若者が飛躍していくと同時に黄金期を迎えた。この少年の名前はヘンリー・ルイス・アーロン。やがて本塁打を量産し先行していたミッキー・マントルの本塁打数を超え、やはり先輩だったウィリー・メイズの本塁打数を超え、そして1974年についにベーブ・ルースの714本の通算最多本塁打記録を破って、静かなる男と呼ばれたハンク・アーロンである。

### 選手協会の設立
1946年にアメリカ野球組合が野球機構の中で正式に認められた団体になったが、1953年にナショナルリーグはラルフ・カイナー、アメリカンリーグはアーリー・レイノルズが選手代表になってから活動が活発になり、1953年7月にカイナーとレイノルズは年金の増額、年俸の最低額を5,000ドルから8,000ドルに引き上げること、薄暮から夜間へのダブルヘッダーを廃止すること、ウインターリーグに関する規定の変更などを実行委員会に要望したが、年俸の最低額を6,000ドルに引き上げること、中南米のウィンターリーグへの出場が認められる選手は各球団3名とし大リーグに45日以上の登録が無いと参加資格がないことで決着した以外は拒否された。このためカイナーとレイノルズは弁護士を顧問にして前年12月にコミッショナーと選手代表16名との会議に出席させようとしたが、フリックに弁護士の立ち合いを拒否されたため、この会議を選手側がボイコットする事態となった。
そして翌1954年に入って顧問となったニューヨークの弁護士ノーマン・ルイスの指導を受けて「野球組合」を解体して新しく「選手協会」を設立した。当時「選手協会」は労働組合ではないという文言を入れてマッカーシズムが吹き荒れる当時の社会状況に配慮しつつ、この組織は動き始めた。シーズン前の2月に開かれたオーナー会議で選手側から要求があった年金の増額に関してオールスターゲームの入場料の60％、オールスターとワールドシリーズのラジオ・テレビの放送権料の全額を年金基金に組み込むことが認められた。その後は年俸の最低額を6,000ドルから7,200ドルに引き上げることを「選手協会」が要求しオーナー側が拒否するなど、選手側の要求実現が難しい時代が続いた。「選手協会」が強力な組織になるのは20年後の1970年代に入ってからである。

### 規則の改定
- この年から犠飛の既定 (10.09) が再度適用されるようになった。
- 攻撃側の選手は、攻撃中にグラブなどの用具をすべてフィールドの外に持ち出す決まりになった (3.14)。
- 合板で作られたバットの使用が認められた (1.10)。

### その他
- シンシナティ・レッズがシンシナティ・レッドレッグスに改名した。これはこの当時の1950年代に吹き荒れたマッカーシズムの影響もあり、レッズが共産主義者を指す言葉でもあるため、赤狩りの対象となるのをレッズのオーナー達が恐れたものだった。後にマッカーシズムが終焉を迎えると、1958年には元のレッズの名称に戻っている。

## 最終成績

### レギュラーシーズン
| 順 | チーム                           | 勝利 | 敗戦 | 勝率 | G差  |
| -- | -------------------------------- | ---- | ---- | ---- | ---- |
| 1  | クリーブランド・インディアンス   | 111  | 43   | .721 | --   |
| 2  | ニューヨーク・ヤンキース         | 103  | 51   | .669 | 8.0  |
| 3  | シカゴ・ホワイトソックス         | 94   | 60   | .610 | 17.0 |
| 4  | ボストン・レッドソックス         | 69   | 85   | .448 | 42.0 |
| 5  | デトロイト・タイガース           | 68   | 86   | .442 | 43.0 |
| 6  | ワシントン・セネタース           | 66   | 88   | .429 | 45.0 |
| 7  | ボルチモア・オリオールズ         | 54   | 100  | .351 | 57.0 |
| 8  | フィラデルフィア・アスレチックス | 51   | 103  | .331 | 60.0 |

| 順 | チーム                       | 勝利 | 敗戦 | 勝率 | G差  |
| -- | ---------------------------- | ---- | ---- | ---- | ---- |
| 1  | ニューヨーク・ジャイアンツ   | 97   | 57   | .630 | --   |
| 2  | ブルックリン・ドジャース     | 92   | 62   | .597 | 5.0  |
| 3  | ミルウォーキー・ブレーブス   | 89   | 65   | .578 | 8.0  |
| 4  | フィラデルフィア・フィリーズ | 75   | 79   | .487 | 22.0 |
| 5  | シンシナティ・レッドレッグス | 74   | 80   | .481 | 23.0 |
| 6  | セントルイス・カージナルス   | 72   | 82   | .468 | 25.0 |
| 7  | シカゴ・カブス               | 64   | 90   | .416 | 33.0 |
| 8  | ピッツバーグ・パイレーツ     | 53   | 101  | .344 | 44.0 |

### オールスターゲーム
- ナショナルリーグ 9 - 11 アメリカンリーグ

### ワールドシリーズ
- ジャイアンツ 4 - 0 インディアンス

| 9/29 – | インディアンス | 2 | - | 5 |  | ジャイアンツ   |
| 9/30 – | インディアンス | 1 | - | 3 |  | ジャイアンツ   |
| 10/1 – | ジャイアンツ   | 6 | - | 2 |  | インディアンス |
| 10/2 – | ジャイアンツ   | 7 | - | 4 |  | インディアンス |

## 個人タイトル

### アメリカンリーグ
| 項目   | 選手                         | 記録 |
| ------ | ---------------------------- | ---- |
| 打率   | ボビー・アビラ (CLE)         | .341 |
| 本塁打 | ラリー・ドビー (CLE)         | 32   |
| 打点   | ラリー・ドビー (CLE)         | 126  |
| 得点   | ミッキー・マントル (NYY)     | 129  |
| 安打   | ネリー・フォックス (CWS)     | 201  |
| 安打   | ハービー・キーン (DET)       | 201  |
| 盗塁   | ジャッキー・ジェンセン (BOS) | 22   |

| 項目   | 選手                   | 記録 |
| ------ | ---------------------- | ---- |
| 勝利   | ボブ・レモン (CLE)     | 23   |
| 勝利   | アーリー・ウィン (CLE) | 23   |
| 敗戦   | ドン・ラーセン (BAL)   | 21   |
| 防御率 | マイク・ガルシア (CLE) | 2.64 |
| 奪三振 | ボブ・ターリー (BAL)   | 185  |
| 投球回 | アーリー・ウィン (CLE) | 270⅔ |
| セーブ | ジョニー・セイン (NYY) | 22   |

### ナショナルリーグ
| 項目   | 選手                         | 記録 |
| ------ | ---------------------------- | ---- |
| 打率   | ウィリー・メイズ (NYG)       | .345 |
| 本塁打 | テッド・クルズースキー (CIN) | 49   |
| 打点   | テッド・クルズースキー (CIN) | 141  |
| 得点   | スタン・ミュージアル (STL)   | 120  |
| 得点   | デューク・スナイダー (BRO)   | 120  |
| 安打   | ドン・ミューラー (NYG)       | 212  |
| 盗塁   | ビル・ブルトン (ML1)         | 34   |

| 項目   | 選手                         | 記録 |
| ------ | ---------------------------- | ---- |
| 勝利   | ロビン・ロバーツ (PHI)       | 23   |
| 敗戦   | マーリー・ディックソン (PHI) | 20   |
| 防御率 | ジョニー・アントネリ (NYG)   | 2.30 |
| 奪三振 | ロビン・ロバーツ (PHI)       | 185  |
| 投球回 | ロビン・ロバーツ (PHI)       | 336⅔ |
| セーブ | ジム・ヒューズ (BRO)         | 24   |

## 表彰

### 全米野球記者協会（BBWAA）表彰
シーズンMVP
- アメリカンリーグ ： ヨギ・ベラ （NYY）
- ナショナルリーグ ： ウィリー・メイズ （NYG）

最優秀新人賞
- アメリカンリーグ ： ボブ・グリム （NYY）
- ナショナルリーグ ： ウォーリー・ムーン （STL）

### その他表彰
ベーブ・ルース賞
- ダスティ・ローズ (NYG)

### アメリカ野球殿堂入り表彰者
BBWAA投票
- ビル・ディッキー
- ラビット・モランビル
- ビル・テリー